# Never Mind the Ballots
Never Mind the Ballots es el segundo álbum de estudio de la banda de anarcho-punk Chumbawamba, lanzado en 1987 por Agit-Prop Records. Fue lanzado como una crítica a los políticos mentirosos y a su búsqueda por un mayor control de los votantes.
El título es una parodia del álbum de los Sex Pistols Never Mind the Bollocks, Here's the Sex Pistols.

## Lista de canciones
Todas las letras escritas por Chumbawamba.
| N.º | Título                                               | Duración |  |
| 1.  | «Always Tell the Voter What the Voter Wants to Hear» | 2:51     |  |
| 2.  | «Come On Baby (Let's Do the Revolution)»             | 1:39     |  |
| 3.  | «The Wasteland»                                      | 4:23     |  |
| 4.  | «Today's Sermon»                                     | 2:28     |  |
| 5.  | «Ah-Men»                                             | 2:29     |  |
| 6.  | «Mr. Heseltine Meets His Public»                     | 3:51     |  |
| 7.  | «The Candidates Find Common Ground»                  | 4:29     |  |
| 8.  | «Here's the Rest of Your Life»                       | 13:22    |  |

## Personal
| Banda - Lou Watts – voces, guitarras - Harry Hamer – batería, percusión, voces - Mavis Dillon – bajo, trompeta, voces - Alice Nutter – voces - Danbert Nobacon – voces - Boff Whalley – guitarras, voces - Dunstan Bruce – voces | Personal adicional - Simon "Commonknowledge" Lanzon – teclados, voces - Neil Ferguson – teclados, ingeniero de sonido - Patrick Gordon – ingeniero de sonido |

- Datos: Q9049689